# 김해 해씨
김해 해씨(金海 海氏)는 경상남도 김해시를 본관으로 하는 한국의 성씨이다. 시조 해서필(海瑞必)은 명나라에서 이부상서(吏部尙書)를 지내다 명 태조의 명에 따라 대도독(大都督)으로 조선에 와 공을 세워 조선 태조로부터 김해군(金海君)에 봉해졌다.

## 참고 자료
- “김해해씨(金海海氏)”. 뿌리를 찾아서.[깨진 링크(과거 내용 찾기)]